# 奧維克·阿布拉米揚
奧維克·阿布拉米揚（1958年1月24日—），是亚美尼亚的政治家，自2014年4月13日起接替季格蘭·薩爾基相成為亞美尼亞總理，此前他曾兩度擔任亚美尼亚国民议会議長。
2016年9月，因人民對施政不滿，阿布拉米揚宣布辭職。

## 外部連結
- 亞美尼亞政府網站總理傳記 （页面存档备份，存于）